# Lưu Quang Thuận
Lưu Quang Thuận (14 tháng 7 năm 1921 – 21 tháng 2 năm 1981) là một cố nhà thơ kiêm nhà soạn kịch người Việt Nam.

## Tiểu sử
Lưu Quang Thuận sinh ngày 14 tháng 7 năm 1921 tại Đà Nẵng. Trước năm 1945, ông có một số bài thơ đăng báo tại Sài Gòn, Hà Nội và kịch bản đầu tay Chu Du đại chiến Uất Trì (1941) được dàn dựng, biểu diễn ở cả ba miền Bắc, Trung, Nam thời kỳ đó. Ông tham gia hoạt động Việt Minh từ năm 1946, sáng lập Nhà xuất bản Hoa Lư, sáng lập và làm chủ nhiệm Tạp chí Sân khấu (số đầu tiên ra ngày 20 tháng 11 năm 1946) và là Giám đốc Việt Nam thư ấn cục của chính phủ Việt Nam Dân chủ Cộng hoà tại chiến khu Việt Bắc. Năm 1948 ông gia nhập quân đội và hoạt động trong Đoàn kịch Chiến thắng cho đến khi chuyển về Đoàn văn công Nhân dân Trung ương năm 1951. Từ năm 1954 đến 1964 làm việc tại Đài phát thanh tiếng nói Việt Nam, Nhà xuất bản Văn học, Báo Văn nghệ. Từ 1965 cho đến khi mất, ông làm nghiệp vụ tác gia tại Nhà hát chèo Việt Nam.
Ông là cha của nhà viết kịch, nhà thơ Lưu Quang Vũ. Lưu Quang Thuận qua đời đột ngột ngày 21 tháng 2 năm 1981 khi đang xem biểu diễn tại Nhà hát Lớn thành phố Hà Nội, an táng tai Nghĩa trang Văn Điển.

## Tác phẩm

### Sân khấu
Ông là tác giả của khoảng 40 tác phẩm sân khấu, đáng chú ý là:
- Chu Du đại chiến Uất Trì (kịch, 1941)
- Yên Ly (kịch thơ, 1942)
- Lê Lai đổi áo (kịch thơ, 1943)
- Kiều Công Tiễn (kịch thơ, 1944)
- Nữ hoàng Ba tư (kịch thơ, 1945)
- Người Hoa Lư (kịch thơ, 1945)
- Quán Thăng long (Kịch nói, 1946)
- Cô Giang (kịch nói, 1946)
- Hoàng Hoa Thám (kịch nói, 1946)
- Tấm Cám (chèo, 1958)
- Mối tình Điện biên (chèo, 1959)
- Cành đào ra trận (chèo, 1968)
- Nàng Sita (chèo, viết chung, 1978)
- Hạt muối trăm năm (kịch thơ, 1980)

### Thơ
Thơ Lưu Quang Thuận đã được xuất bản thành 5 tập:
- Tóc thơm (1942)
- Việt Nam yêu dấu (1943)
- Lời thân ái (1950)
- Mừng đất nước (1960)
- Cảm ơn thời gian (1980)

## Thành tựu nghệ thuật
Các tác phẩm sân khấu và thơ của Lưu Quang Thuận thấm đượm tình yêu non sông, nòi giống, lòng tự hào dân tộc và tinh thần chống ngoại xâm. Giới chuyên môn đánh giá hai tác phẩm chèo Tấm Cám và Mối tình Điện biên của ông là những mốc son trong nghệ thuật chèo hiện đại Việt Nam. Không những được rất nhiều đoàn chèo dàn dựng, vở chèo Tấm Cám còn được chuyển thể thành phim. Sự nghiệp sáng tác kịch bản sân khấu của ông đã được ghi nhận bằng Giải thưởng Nhà nước về văn học nghệ thuật của nước Cộng hoà xã hội chủ nghĩa Việt Nam.

## Giai thoại
Trong khoảng 20 năm cuối đời, Lưu Quang Thuận, vì lý do nào đó không được tăng lương. Sau khi ông qua đời 10 ngày, có người mang quyết định nâng lương cho ông từ cán sự 6 (lương 93 đồng/tháng) lên chuyên viên 1 (103 đồng/tháng) đến nhà ông (gác 2, ngõ trong, số 10 phố Huế, Hà Nội) trao cho bà quả phụ Vũ Thị Khánh. Bà Khánh từ tốn cảm ơn và phiền người này mang quyết định đến Nghĩa trang Văn Điển (mộ ông ở đây)